# Janis Varufakis
Janis Varufakis (řecky Γιάνης Βαρουφάκης, často uváděn anglickou transkripcí jako Yanis Varoufakis; * 24. března 1961, Athény) je řecký ekonom, akademik, publicista a politik. V řeckých parlamentních volbách v lednu 2015 byl zvolen poslancem za vítězné levicové hnutí SYRIZA a 27. ledna byl jmenován ministrem financí ve vládě Alexise Tsiprase. Značnou část jeho politické agendy tvořilo úsilí o restrukturalizaci řeckého státního dluhu. Dne 6. července 2015, tedy den po referendu, v němž Řekové odmítli podmínky mezinárodních věřitelů pro prodloužení tzv. druhého záchranného programu, na svou funkci rezignoval.

## Život
Varufakis studoval ekonomii na University of Essex v Anglii. Devadesátá léta strávil v Austrálii, kde vyučoval na University of Sydney a získal australskou státní příslušnost (s ponecháním řeckého občanství). Po návratu do Řecka v roce 2000 vyučoval na Národní univerzitě v Athénách. Je autorem řady publikací na téma politické ekonomie; jeho kniha „Globální Minotauros“ (The Global Minotaur: America, the True Origins of the Financial Crisis and the Future of the World Economy) byla přeložena do několika jazyků včetně češtiny. Je také považován za odborníka v oblasti teorie her.

### Politické působení
Od svého jmenování ministrem financí vedl Varufakis po dlouhou dobu jednání s tzv. „trojkou“ (tým složený z odborníků nadstátních institucí Evropská komise, Evropská centrální banka a Mezinárodní měnový fond) a požadoval po ní finanční úlevy pro svou těžce zadluženou zemi. Řecko již dlouho prožívá hlubokou dluhovou krizi (zahraniční dluhy dosáhly do tohoto okamžiku 324 miliard eur) a hrozí mu tzv. grexit, tj. dobrovolné nebo nedobrovolné opuštění eurozóny a znovuzavedení bývalé měny (drachma). To by bylo spojeno s velkými problémy pro hospodářství země a její obyvatelstvo. Kromě ministerského předsedy Alexise Tsiprase byl jedním z hlavních činitelů, kteří rozhodli o konání referenda dne 5. července 2015 o přijetí nebo nepřijetí návrhu mezinárodních věřitelů. V referendu se 61 % voličů hlasovalo „ne“ (v řečtině oxi), takže se většinově vyslovili proti podmínkám věřitelů země. Jen 39 % hlasujících bylo pro tyto podmínky. Následujícího dne, v pondělí 6. července 2015, však Varufakis odstoupil ze své funkce. Novým ministrem financí se stal Euklidis Tsakalotos, rovněž člen hnutí SYRIZA, který již několik týdnů vedl jednání s týmem zastupujícím nadstátní instituce. Dne 13. července 2015 bylo v Bruselu podepsáno předběžné ujednání mezi představiteli Evropské měnové unie a řeckým ministerským předsedou Tsiprasem o poskytnutí nových úvěrů ve výši zhruba 86 miliard eur (po odpočtu předpokládaného vlastního řeckého příspěvku jen 72 miliard eur) převážně z prostředků Evropského stabilizačního mechanismu v rámci tzv. třetího záchranného programu s cílem dosáhnout v následujících třech letech restrukturalizaci státního dluhu země. V tom je započtena také částka 25 miliard eur na nezbytnou výpomoc pro opětné zprovoznění řeckého finančního systému, především bank. Jednání o poskytnutí úvěru jsou komplikovaná, pokračují však poté, co řecká vláda provedla první potřebné reformy.